# 비정질 탄소

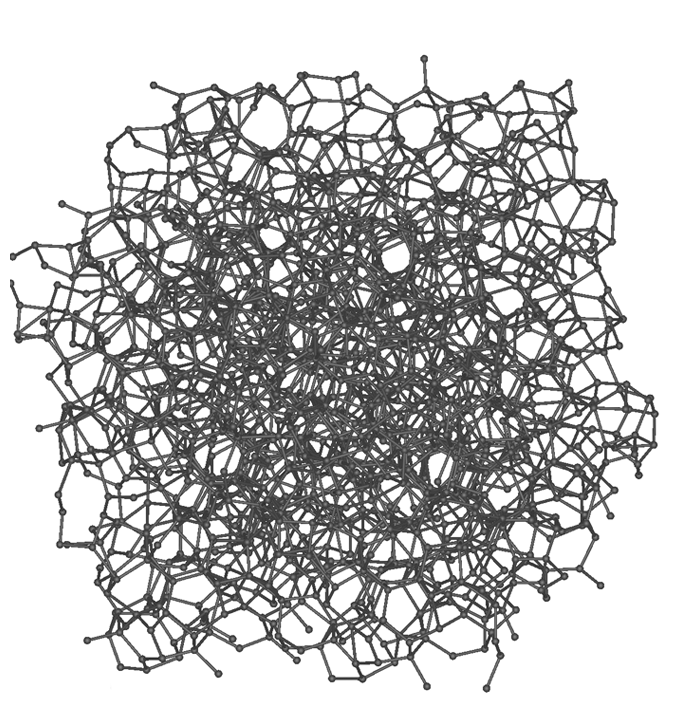

비정질 탄소(非晶質炭素, amorphous carbon)는 어떠한 결정 구조도 가지지 않는 자유롭고 반응성이 높은 탄소이다. 비정질 탄소는 수소와의 불포화 파이 결합을 끊음으로써 안정시킬 수 있다. 다른 비정질 고체와 마찬가지로 다소의 단거리 질서가 발견되기도 한다. 일반적 비정질 탄소는 aC, 수소화 비정질 탄소는 aC:H 또는 HAC, 사반면상 비정질 탄소는 ta-C로 표시한다.

## 같이 보기
- 카본 블랙
- 그을음
- 탄소